# Nekrolog 1549
Nekrolog
◄◄
| ◄
| 1545
| 1546
| 1547
| 1548
| 1549 | 1550 | 1551 | 1552 | 1553 | ► | ►►
Weitere Ereignisse | Allgemeiner Nekrolog 1549
Die Beschreibung der verstorbenen Person sollte so kurz wie möglich gehalten sein und nur deren signifikante Tätigkeit(en) enthalten.
Neue Namen ggf. auch unter dem Geburts- und Sterbedatum, also etwa unter 1. Januar und im Geburts- und Sterbejahr (2024) eintragen (nur bei entsprechender großer Wichtigkeit). Für Beispiele siehe die schon vorhandenen Artikel.
Außerdem über die fünf zuletzt Verstorbenen, zu denen es einen ausreichend guten Artikel für eine Präsentation auf der Hauptseite gibt, nach der todesbedingten Überarbeitung der Artikel ggf. auch unter Wikipedia Diskussion:Hauptseite informieren und sie am besten auch in den anderen Wikipedia-Sprachversionen eintragen. Tipp: Regelmäßig bei news.google.de nach „ist tot“, „gestorben“ oder „verstorben“ suchen.
Wenn eine Person gestorben ist, gibt es viele Seiten zu dieser Person in der Wikipedia, die davon auch betroffen sind und entsprechend aktualisiert werden müssen. Beispiele: Namenübersichtsseite, Geburtsjahr, Geburtsort-Seiten und viele mehr.
Wie finde ich die betroffenen Seiten?
Im Suchfeld auf der linken Seite gibt man den Suchbegriff so ein: „Vorname Nachname“. Dann klickt man auf Volltext und alle Seiten mit entsprechendem Suchtext werden aufgerufen. Hier sieht man dann schnell, wo auch das Todesjahr Sinn macht oder sogar ein Teil des Artikels angepasst werden muss. Auch hilft das „Werkzeug“ auf der linken Seite sehr gut, um solche Seiten aufzufinden: „Links auf diese Seite“. Somit ist die Wikipedia wieder aktuell in allen Bereichen! Hinweis: bei Eintragung der Kategorie „Gestorben JAHR“ wird der Missbrauchsfilter 49 ausgelöst, was jedoch nicht schlimm ist. Siehe: Spezial:Missbrauchsfilter/49
Dies ist eine Liste von im Jahr 1549 verstorbenen bekannten Persönlichkeiten. Die Einträge erfolgen innerhalb der einzelnen Daten alphabetisch sortiert. Tiere sind im Nekrolog für Tiere zu finden.

## Januar
| Tag        | Name                          | Beruf, bekannt als                                    | Alter | Beleg |
| ---------- | ----------------------------- | ----------------------------------------------------- | ----- | ----- |
| 1. Januar  | Catherine d’Amboise           | französische Dichterin                                |       |       |
| 18. Januar | Evangelista da Pian di Meleto | italienischer Maler                                   |       |       |
| 23. Januar | Johannes Honterus             | siebenbürgischer Gelehrter, Reformator und Humanist   |       |       |
| 28. Januar | Elijah Levita                 | jüdischer Dichter, Humanist und Sprachwissenschaftler | 79    |       |

## Februar
| Tag         | Name                       | Beruf, bekannt als                                 | Alter | Beleg |
| ----------- | -------------------------- | -------------------------------------------------- | ----- | ----- |
| 1. Februar  | Melchior Lotter der Ältere | deutscher Buchdrucker und Verleger                 |       |       |
| 15. Februar | Sodoma                     | italienischer Maler                                |       |       |
| 17. Februar | Laurentius Autenrieth      | Benediktinerabt                                    |       |       |
| 20. Februar | Laurentius von Heidegg     | Schweizer Benediktinermönch, Abt des Klosters Muri |       |       |

## März
| Tag      | Name                                        | Beruf, bekannt als                                      | Alter | Beleg |
| -------- | ------------------------------------------- | ------------------------------------------------------- | ----- | ----- |
| 20. März | Thomas Seymour, 1. Baron Seymour of Sudeley | englischer Edelmann, Heerführer, Diplomat und Politiker |       |       |
| 25. März | Veit Dietrich                               | deutscher Theologe, Schriftsteller und Reformator       | 42    |       |

## April
| Tag       | Name                  | Beruf, bekannt als                                          | Alter | Beleg |
| --------- | --------------------- | ----------------------------------------------------------- | ----- | ----- |
| 3. April  | Ascanio Parisani      | Kardinal der katholischen Kirche                            |       |       |
| 15. April | Christina von Sachsen | Landgräfin von Hessen                                       | 43    |       |
| April     | Philippe II. de Croÿ  | erste Herzog von Aarschot, General, Gouverneur von Hennegau |       |       |

## Mai
| Tag     | Name               | Beruf, bekannt als                             | Alter | Beleg |
| ------- | ------------------ | ---------------------------------------------- | ----- | ----- |
| 10. Mai | Johannes Hemminger | deutscher Jurist, Hochschullehrer und Diplomat |       |       |
| 12. Mai | Severin Boner      | Händler und Bankier                            |       |       |

## Juni
| Tag      | Name           | Beruf, bekannt als                  | Alter | Beleg |
| -------- | -------------- | ----------------------------------- | ----- | ----- |
| 25. Juni | Wendel Roskopf | deutscher Ratsbaumeister in Görlitz |       |       |

## August
| Tag        | Name                    | Beruf, bekannt als                                                                                          | Alter | Beleg |
| ---------- | ----------------------- | --- | ----- | ----- |
| 11. August | Otto I.                 | Herzog zu Braunschweig-Lüneburg, Fürst von Lüneburg (1520–1527), Inhaber der Herrschaft Harburg (1527–1549) | 53    |       |
| 14. August | Filiberto Ferrero       | italienischer Kardinal der katholischen Kirche                                                              |       |       |
| 21. August | Wilhelm von Fürstenberg | militärischer Befehlshaber in Diensten Karl V.                                                              | 58    |       |
| 26. August | Adrian von Ondrussow    | russisch-orthodoxer Mönch und Heiliger                                                                      |       |       |
| 30. August | Arakida Moritake        | japanischer Lyriker und Shintōpriester                                                                      |       |       |
| August     | Jakob Ziegler           | deutscher Theologe, Mathematiker, Astronom, Geograph und Humanist                                           |       |       |

## September
| Tag           | Name                 | Beruf, bekannt als                                          | Alter | Beleg |
| ------------- | -------------------- | ----------------------------------------------------------- | ----- | ----- |
| 9. September  | Eberhard Störtelberg | deutscher Kaufmann und Bürgermeister der Hansestadt Lübeck  |       |       |
| 21. September | Benedetto Accolti    | italienischer Geistlicher, Kardinal der katholischen Kirche | 51    |       |

## Oktober
| Tag         | Name                        | Beruf, bekannt als                        | Alter | Beleg |
| ----------- | --------------------------- | ----------------------------------------- | ----- | ----- |
| 1. Oktober  | Johann Briesmann            | Theologe, Reformator                      | 60    |       |
| 2. Oktober  | Marcus Heiland              | deutscher Theologe                        |       |       |
| 3. Oktober  | Karl Wolfgang von Oettingen | Adliger                                   |       |       |
| 27. Oktober | Marie d’Albret              | Gräfin von Rethel, 1506 Gräfin von Nevers | 58    |       |

## November
| Tag          | Name                     | Beruf, bekannt als                       | Alter | Beleg |
| ------------ | ------------------------ | ---------------------------------------- | ----- | ----- |
| 4. November  | Bartolomeo Guidiccioni   | Kardinal der römisch-katholischen Kirche |       |       |
| 10. November | Paul III.                | Papst (1534–1549)                        | 81    |       |
| 13. November | Paul Fagius              | deutscher Reformator und Hebraist        |       |       |
| 13. November | Sebastian von Weitmühl   | Adeliger in Nordböhmen                   |       |       |
| 21. November | Ebba Eriksdotter Wasa    | schwedische Adelige                      |       |       |
| 23. November | Franz                    | Herzog von Gifhorn (1539–1549)           | 41    |       |
| 30. November | Johann VIII. von Maltitz | Bischof von Meißen                       |       |       |

## Dezember
| Tag          | Name                  | Beruf, bekannt als                       | Alter | Beleg |
| ------------ | --------------------- | ---------------------------------------- | ----- | ----- |
| 4. Dezember  | Lucius Iter           | Bischof von Chur                         |       |       |
| 7. Dezember  | Robert Ket            | englischer Führer eines Bauernaufstandes |       |       |
| 21. Dezember | Margarete von Navarra | französische Schriftstellerin            | 57    |       |

## Datum unbekannt
| Tag                      | Name                   | Beruf, bekannt als                                          | Alter | Beleg |
| ------------------------ | ---------------------- | ----------------------------------------------------------- | ----- | ----- |
|                          | Antonio Abbondi        | venezianischer Bildhauer und Architekt                      |       |       |
|                          | Abu l-Abbas Ahmad      | dritter Sultan der Wattasiden in Marokko                    |       |       |
|                          | Daniel Bomberg         | flämischer Drucker in Venedig                               |       |       |
|                          | Aelbert Bouts          | niederländischer Maler                                      |       |       |
|                          | Hermann von Brüggenei  | Landmeister von Livland (1535–1549)                         |       |       |
|                          | Veronika von Dölau     | Äbtissin des Klarissenklosters Hof                          |       |       |
|                          | Johann von Fürstenberg | Abt von Siegburg                                            |       |       |
|                          | Cornelius von Hanau    | deutscher Adliger                                           |       |       |
|                          | Blasius Honold         | Kaufmann und Bürgermeister in Kaufbeuren                    |       |       |
| zwischen Februar und Mai | Lienhard Hirschvogel   | deutscher Kaufmann und Fernhändler                          |       |       |
|                          | Jan Hlebowicz          | Marschall von Polen, Wojewode von Witebsk, Połock und Wilno |       |       |
|                          | Nicolaus von Minckwitz | deutscher Adliger, Förderer der Reformation                 |       |       |
|                          | Karl Porz              | reformatorischer Amtmann                                    |       |       |
|                          | Ludwig Refinger        | Maler                                                       |       |       |
|                          | Antonio Rotta          | italienischer Lautenist und Komponist                       | ≈54   |       |
|                          | Johannes Spreter       | deutscher Reformator                                        |       |       |
|                          | Thomas Sternhold       | englischer Schriftsteller                                   |       |       |
|                          | María de Toledo        | spanische Adlige, Ehefrau von Diego Kolumbus (Vizekönig)    |       |       |
|                          | Johannes Vögelin       | deutscher Astronom und Mathematiker                         |       |       |
|                          | Niklaus von Wengi      | solothurnischer Politiker                                   |       |       |